# HMS Dragon (1760)
HMS Dragon (Корабль Его Величества «Драгон», от англ. dragon — «дракон») — 74-пушечный линейный корабль третьего ранга. Седьмой корабль Королевского флота, названный HMS Dragon. Второй линейный корабль типа Bellona. Заложен 28 марта 1758 года. Спущен на воду 4 марта 1760 года на королевской верфи в Дептфорде. Относился к так называемым «обычным 74-пушечным кораблям», нёс на верхней орудийной палубе 18-фунтовые пушки.

## Служба
Он был введен в эксплуатацию в 1760 году под командованием капитана Августа Херви, как часть западной эскадры. В октябре 1761 
года он отплыл к Подветренным островам, чтобы присоединиться к базирующейся там эскадре.
В январе-феврале 1762 года Dragon в составе эскадры Джорджа Родни принял участие в нападении на Мартинику. 16 февраля на остров высадилась британская армия, после чего начался постепенный захват острова. 3 февраля, после серии коротких боев пала главная крепость острова — форт Роял, после чего в течение девяти дней была захвачена и вся Мартиника.
24 февраля 1762 года капитан Херви был отправлен с небольшой эскадрой (два линейных корабля, 74- и 50-пушечный, два 40-пушечных 
фрегата и 8-пушечный бомбардирский корабль) в экспедицию для захвата острова Сент-Люсия. Ему был дан четкий приказ — атаковать остров только в том случае, если он будет полностью уверен, что его эскадры достаточно для захвата острова, в противном случае он должен был вернуться назад не предпринимая никаких действий. Чтобы получить сведения о силах противника капитан Херви пошел на хитрость. Он послал офицера к французскому губернатору с требованием сдаться, в то время как он сам, одетый как мичман отправился с офицером в качестве переводчика и вместе с ним попал к губернатору. Тот заявил, что они будут сражаться до конца. Но капитан Херви, будучи убежденным, что его корабли могут благополучно зайти в порт, решил войти в гавань на следующий день, после чего губернатор предложил условия капитуляции.
6 июня - 13 августа 1762 года он принимал участие в осаде Гаваны. С 1 июля британцы начали атаковать главную крепость города, форт Морро, сразу с двух сторон: со стороны берега и со стороны моря. Для этой цели были выделены четыре корабля (Stirling Castle, Dragon, Marlborough и Cambridge, которые вместе с сухопутной артиллерией одновременно открыли огонь по Морро. Однако корабельные пушки были бесполезны, так как им не могли придать достаточного угла наклона, чтобы достать до форта, находящегося на большой высоте. Ответный огонь из 30 орудий Морро серьезно повредил корабли и привел к большим потерям (192 убитых и раненых), так что корабли были вынуждены прекратить обстрел.
В марте 1763 года Dragon был переведен в резерв, и вновь вступил в строй в качестве сторожевого корабля в Портсмуте в мае 1763 года. Он оставался на службе до 1770 года, когда он вновь был отправлен в резерв. С 1781 года он использовался в качестве принимающего корабля в Портсмуте, прежде чем был выведен из состава флота в 1783 году и продан на слом в 1784 году.